# Aneta Sováková
Aneta Sováková (* 3. April 2002) ist eine tschechische Fußballspielerin.

## Karriere

### Vereine
Sováková kam im Seniorinnenbereich bereits im Alter von 18 Jahren für die erste Frauenfußballmannschaft von Slovan Liberec in der I. liga žen, der höchsten Spielklasse im tschechischen Frauenfußball, zum Einsatz. In der Saison 2020/21 wurde sie zehn Punktspielen der regulären Saison eingesetzt und in sechs in der sich anschließenden Abstiegsrunde. Ihr Debüt zum Saisonstart am 22. August 2020 beim 2:1-Sieg im Auswärtsspiel gegen den FK Pardubice krönte sie sogleich mit ihrem ersten Tor, dem Siegtreffer in der 42. Minute.
Nach ihrem Maturita am Gymnasium in Dvůr Králové nad Labem begab sie sich in die Vereinigten Staaten an die Stony Brook University im Bundesstaat New York um ein Studium in Psychologie zu beginnen. Für das Sport-Team der Bildungseinrichtung, die Seawolves, bestritt sie während ihres vier Jahre währenden Studiums 62 Meisterschaftsspiele in der Colonial Athletic Association in der NCAA Division I, in denen ihr ein Tor gelang.

### Nationalmannschaft
Sováková kam als Nationalspielerin für den FAČR zunächst in drei Spielen der ersten Qualifikationsrunde für die in Litauen anstehenden Europameisterschaft 2018 zum Einsatz. Am 1. Oktober 2017 debütierte sie in Tallin beim 8:0-Sieg über die U17-Nationalmannschaft Estlands, nachdem sie für Kateřina Šperová zur zweiten Spielzeit eingewechselt worden war. Im zweiten Spiel, drei Tage später, beim 2:1-Sieg übern die U17-Nationalmannschaft der Türkei wurde sie nicht eingesetzt, wohl aber im dritten Spiel gegen die U17-Nationalmannschaft der Niederlande, der sie mit ihrer Mannschaft mit 0:3 unterlegen war. In der sich im Frühjahr 2018 anschließenden Eliterunde bestritt sie das Spiel gegen die U17-Nationalmannschaft Serbiens, das am 23. März 2018 mit 1:1 unentschieden endete. Davor kam sie in einem Freundschaftsspiel gegen die U17-Nationalmannschaft Belgiens zum Einsatz, das am 18. Februar 2018 in Tubize 1:1 endete. Danach wurden beide Vergleiche mit der U17-Nationalmannschaft Irlands mit 1:0 und 2:0 am 15. und 17. September 2018 für sich entschieden.
Drei weitere Spiele in dieser Altersklasse standen im Oktober 2018 für die in Bulgarien anstehende Europameisterschaft 2019 an. Im ersten Spiel am 15. Oktober erzielte sie mit dem Treffer zum 3:0 und 5:0 in der 29. und 60. Minute ihre ersten beiden Länderspieltore beim 5:1-Sieg über die U17-Nationalmannschft Färöers. Das zweite Spiel wurde am 18. Oktober mit 2:0 gegen die U17-Nationalmannschaft der Ukraine gewonnen, das dritte am 21. Oktober hingegen mit 0:3 gegen die U17-Nationalmannschaft Dänemarks verloren. Im Jahr 2019 kam sie in zwei Spielen in einem im Spanien ausgetragenen Mini-Turnier zum Einsatz. Das erste Spiel wurde am 3. Februar 2019 mit 0:1 gegen die U17-Nationalmannschaft Polens verloren, das zweite am 6. Februar 2019 mit 3:0 gegen die U17-Nationalmannschaft Schottlands gewonnen.
Mit der U19-Nationalmannschaft nahm sie an einem Mini-Turnier in Portugal teil und bestritt am 3. März 2020 das mit 1:2 verlorene Spiel gegen die U19-Nationalmannschaft Portugals. Am 7. März 2020 trennte sie sich mit ihrer Mannschaft in Odivelas im torlosen Spiel von der U19-Nationalmannschaft Österreichs. In einigen dieser Spiele wurde auch ihre Zwillingsschwester Nela Sováková eingesetzt.